# Cystobasidiomycetes
Cystobasidiomycetes son una clase de hongos de la división Basidiomycota. Los hongos de esta clase son levaduras parásitas de otros hongos.

## Descripción
Los cistobasidiomicetos son hongos unicelulares y en la pared celular, los carbohidratos no tienen fucosa como componente a diferencia de otros miembros de Pucciniomycotina. Todos los representantes forman basidios y se desarrollan en dos etapas de la vida: la etapa haploide y cuando crece la levadura. Las colonias en la mayoría de los géneros suelen ser de color rosa-naranja, no obstante en el género Naohidea son blancas y en los géneros Bannoa y Erythrobasidium no forman basidios, pero en sí conidios. Estos dos últimos géneros también poseen un sistema especial de coenzima Q10 hidrogenada y forman su propio clado dentro de la clase. La etapa de levadura es naranja y colonizan lugares con agua. Ambos géneros forman teliosporas.

## Filogenia
Una posible filogenia es la siguiente:
|  | \| \| Erythrobasidiales \| \| \| \| \| \| Cystobasidiales \| \| \| \| |
|  |                                                                       |
|  | Naohideales                                                           |
|  |                                                                       |
|  | Erythrobasidiales                                                     |
|  |                                                                       |
|  | Cystobasidiales                                                       |
|  |                                                                       |

|  | Erythrobasidiales |
|  |                   |
|  | Cystobasidiales   |
|  |                   |

## Sistemática
Contiene los siguientes órdenes, familias y géneros:
- Cystobasidiales:
  - Cystobasidiaceae
    - Occultifer
    - Rhodotorula
    - Cystobasidium
- Erythrobasidiales
  - Bannoa
  - Erythrobasidium
  - Sporobolomyces
- Naohideales
  - Naohidea
  - Cyrenella
  - Sakaguchia